# 6942 Yurigulyaev
6942 Yurigulyaev este un asteroid din centura principală de asteroizi.

## Descriere
6942 Yurigulyaev este un asteroid din centura principală de asteroizi. A fost descoperit pe 16 decembrie 1976 la Observatorul astrofizic din Crimeea de Liudmila Cernîh. El prezintă o orbită caracterizată de o semiaxă mare de 2,34 ua, o excentricitate de 0,12 și o înclinație de 3,7° în raport cu ecliptica.